# 珍珠湾区

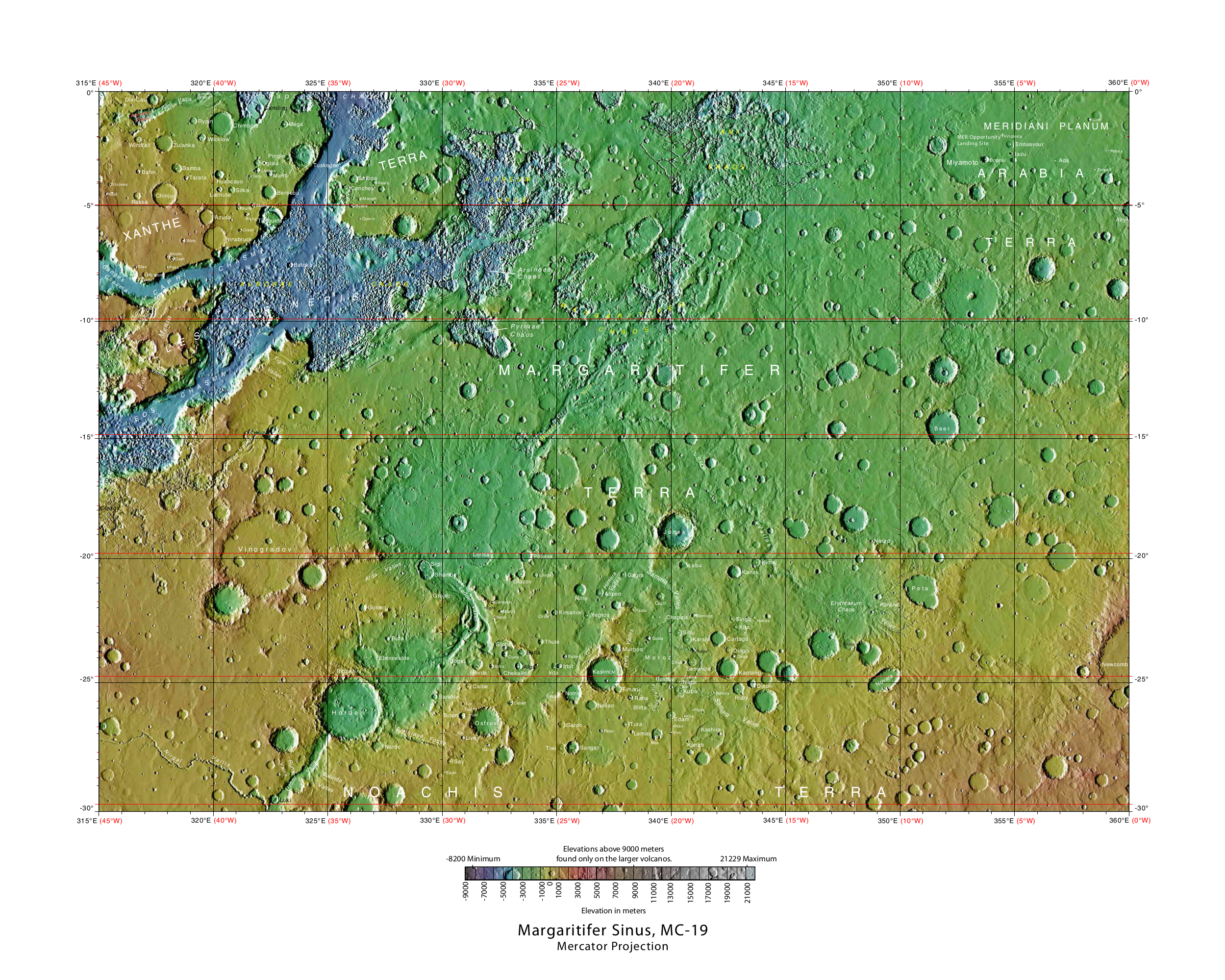
珍珠湾区

珍珠湾区（英語：Margaritifer Sinus quadrangle）是美国地质调查局太空地质学研究计划（Astrogeology Research Program）对火星表面划分的30个区域之一，编号为MC-19。
珍珠湾区覆盖了火星西经0°至45°、南纬0°至30°的区域。机遇号2004年1月25日在火星上的着陆点（1.94°S，354.47°E）便位于该区。